# Maxêncio (doríforo)
Maxêncio (em latim: Maxentius) foi um oficial bizantino do século VI, ativo durante o reinado do imperador Justiniano (r. 527–565). Um doríforo da guarda de Belisário, foi morto em fevereiro de 537 em combate contra os godos próximo ao rio Ânio.